# Lucaspassie

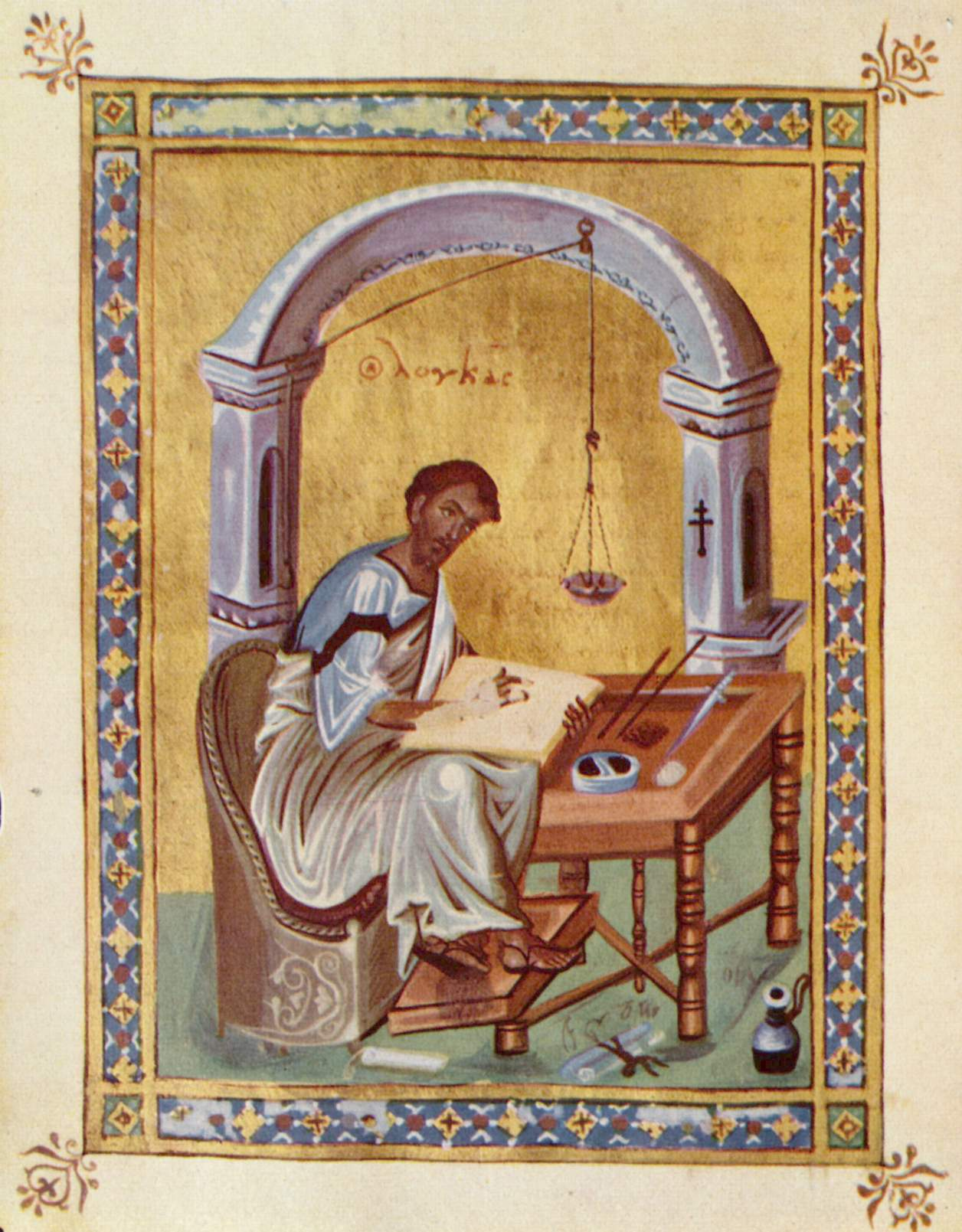
Tiende-eeuwse Byzantijnse voorstelling van de evangelist Lucas

Een Lucaspassie is passiemuziek, een oratorium op basis van de Bijbeltekst over de passie, over het lijdensverhaal van Jezus Christus in het Evangelie volgens Lucas, hoofdstukken 22 en 23.

## Versies
De volgende componisten hebben hebben een Lucaspassie geschreven:
- Heinrich Schütz 1653
- Johann Sebastian Bach omstreeks 1730, eerst toegeschreven aan Bach, maar waarschijnlijk niet zijn werk, toegelicht in Lukas-Passion (J.S. Bach)
- Georg Philipp Telemann 1724, 1728, 1732, 1736, 1740, 1744, 1748, 1752, 1756, 1760 en 1764[1]
- Carl Philipp Emanuel Bach 1771, 1775, 1779, 1783 en 1787[2]
- Krzysztof Penderecki 1965/1966
- Antoine Oomen 1996, Lukaspassie op tekst van Huub Oosterhuis
- Wolfgang Rihm 2000
- Christoph Taggatz 2007/2010
- Calliope Tsoupaki 2008

## Andere evangelisten
- Johannespassie
- Marcuspassie
- Matteüspassie